# Турция на летних Олимпийских играх 1988
Турция принимала участие в Летних Олимпийских играх 1988 года в Сеуле (Корея) в пятнадцатый раз за свою историю, и завоевала одну золотую и одну серебряную медали. Страну представлял 41 спортсмен (35 мужчин, 6 женщин), которые выступили в соревнованиях по лёгкой атлетике, тяжёлой атлетике, стрельбе из лука, пулевой стрельбе, парусному спорту, дзюдо, борьбе, боксу, плаванию.

## Медалисты
| Медаль  | Спортсмен         | Вид спорта       | Дисциплина        |
| ------- | ----------------- | ---------------- | ----------------- |
| Золото  | Наим Сулейманоглу | Тяжёлая атлетика | Мужчины, до 60 кг |
| Серебро | Неджми Генчалп    | Вольная борьба   | Мужчины, до 82 кг |